# Chiesa di Santa Maria Maddalena (Uras)
La chiesa di Santa Maria Maddalena è un edificio religioso situato ad Uras, centro abitato della Sardegna centrale. Consacrata al culto cattolico è sede dell'omonima parrocchia e fa parte della diocesi di Ales-Terralba.
Edificio imponente la cui costruzione nell'aspetto attuale iniziò nel 1664 e terminò intorno al 1682 con la facciata che doveva risultare simile a quella della cattedrale di Cagliari. La facciata venne poi modificata nel 1715 e nel 1724 quando alla destra del prospetto principale venne eretto il campanile a canna quadra a due ordini, cui si sovrappongono la cella campanaria, il terminale ottagono con orologio ed il cupolino terminato nel 1752. 
L'interno, con volta a botte piuttosto alta (probabilmente realizzata intorno al 1775) è a quattro campate, con sottarchi in pietra poggianti su un'alta cornice dentellata. L'altare maggiore e il fonte battesimale, opere del Piazzi, sono realizzati in marmi policromi del Settecento.
All'interno sono presenti dipinti del 1930 di Carlo Contini e statue lignee del medesimo periodo.